# Toyoshima Yoshio

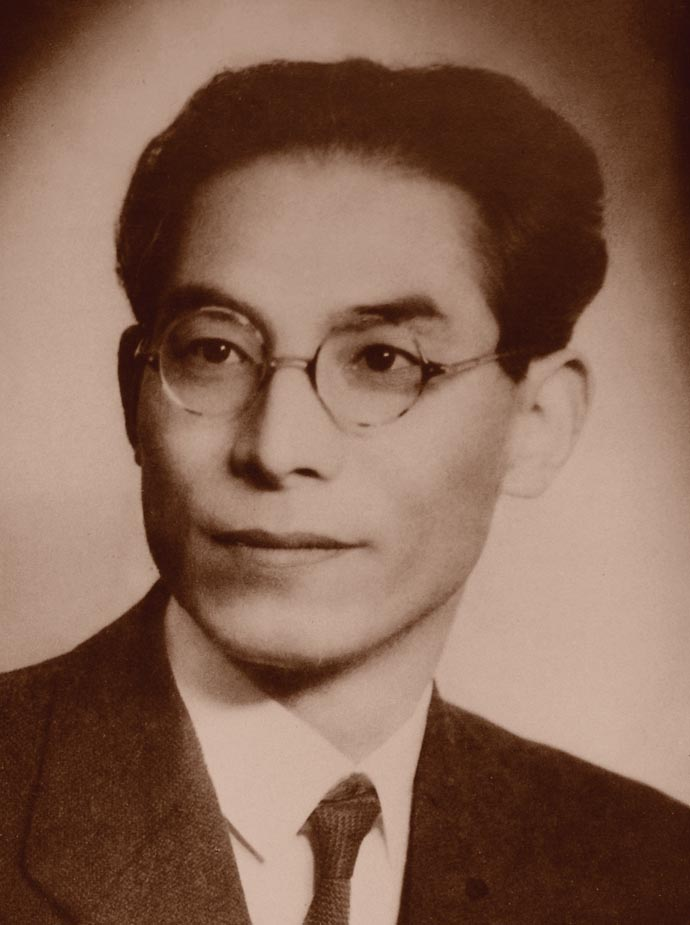
Toyoshima Yoshio

Toyoshima Yoshio (jap. 豊島 与志雄; * 27. November 1890 in der Präfektur Fukuoka; † 8. Juni 1955) war ein japanischer Schriftsteller und Übersetzer.

## Leben und Wirken
Toyoshima machte seinen Studienabschluss an der Universität Tokio in französischer Literatur. Als Mitglied der der Vereinigung literarisch interessierter Studenten veröffentlichte er in der dritten Ausgabe deren Magazins „Shinchisho“ (新思潮) 1914 mit seiner Erzählung „Kosui to karera“ (湖水と彼等) – „Seewasser und sie“ Beachtung.
Er veröffentlichte zahlreiche Erzählungen und Romane, darunter Yamabuki no hana (山吹の花; 1954). Daneben wurde er vor allem mit Übersetzungen von westlichen Autoren, vorrangig aus dem Französischen, bekannt. Unter anderem übersetzte er Romain Rollands Jean-Christophe und Victor Hugos Les Misérables sowie die Märchen aus Tausendundeiner Nacht nach der englischen Übersetzung von Richard Francis Burton.